# Yotvata
Yotvata (en hébreu יָטְבָתָה) est un kibboutz situé à 42 km au nord de Eilat et aux abords de la source d'eau Eïn-Radian. Il est sur la route Arava dans le sud du Néguev. Fondé en 1957 par un groupe de jeunes issus du Nahal, le kibboutz est également connu aujourd'hui pour son industrie laitière et sa chaîne de restaurants "halavi'".

## Histoire
Yotvata tire son nom de la Bible, mentionné au Livre des Nombres (XXXIII, 33 et 34, transcrite parfois "YotBata", comme dans la Bible de Jérusalem, chez Desclée de Brouwer, imprimée à Quétigny vers 1985), et au Deutéronome (10/7) comme l'une des stations où le peuple d'Israël fit un arrêt sur sa route vers la Terre de Canaan.
Le kibboutz est fondé fin 1957 par un groupe dont les membres sont âgés d'une vingtaine d'années, et originaires de Tel-Aviv, de Rehovot et de l'école d'agriculture de Kfar-Hayarok. Quelque temps plus tard, un second groupe de jeunes gens et jeunes filles, venus d'autres kibboutzim, s'installe à Yotvéta. Ces dernières années, plusieurs familles originaires de l'ex-Union soviétique rejoignent le kibboutz.
En 1960 naissent les premiers enfants de Yotvata. On en compte aujourd'hui environ 200, âgés de moins de 18 ans. Yotvéta possède une école ouverte aux enfants de 11 implantations des environs et où 600 enfants sont inscrits. Il abrite aussi les nouveaux immigrants du programme Naalé, destiné à encadrer les jeunes ayant effectué leur aliyah avant celle de leurs parents.
Dès les premiers temps, les membres de Yotvata dirigeront différentes recherches relatives à la géologie, les ressources en eau et le climat de la région. Puis ils se lanceront dans la culture de vergers et de légumes, dont les cédras, les goyaves, les grenades et quelques vignes, qui disparaitront au cours des années 1980. La culture des palmiers-dattiers à Yotvéta s'étend aujourd'hui sur une surface de 400 dounam (soit 40 hectares, un dounam = 1 000 m2), et dans les années 1980, le kibboutz développe l'exploitation des mangues, qu'il cultive désormais sur 200 dounam (20 ha) de terres.
Jusqu'aux années 1960, les membres de Yotvata vivent encore dans les cabanes construites au départ. Les premières maisons en dur, la salle à manger commune et le jardin d'enfants voient alors le jour. Yotvata s'étend progressivement vers le Nord, où se tiennent entre autres aujourd'hui de nombreux bâtiments communautaires, des habitations et des ateliers.
Durant les années 1960 et 1970, quelques implantations agricoles sont créées aux environs; Eilot (1962), Grofit (1966), Ktoura (1973), Samar (1976), Loten et Yahel. Dans les années 1980 s'ajoutent à cette liste Névé-Harif et Elifaz, et dans les années 1990 Néot-Smadar. Elles appartiennent toutes à la même division administrative des Monts de Eilot. Du fait de leur isolement (300 km de Tel-Aviv, 200 km de Beer-Sheva), ces implantations sont équipées par l'État, dans les domaines de l'éducation, des services de santé, de la circulation, de la culture, du développement et de la recherche. Elles disposent en outre des services du centre de recherches agricole pour la région, créé dans les années 1960, et aux expériences duquel les membres peuvent participer.
Les services de transport sont principalement assurés par la société des autobus du pays (Egged). Depuis le développement considérable des lignes internes aériennes en Israël, l'accès à/de Yotvata est désormais plus facile.

## L'exploitation
L'économie de Yotvata repose sur différentes activités :
- La station sur la route menant à Eilat
- L'étable créée en 1964 par l'un des membres du kibboutz, Ouri Hurazo. Il s'agit de l'étable de vaches laitières la plus importante d'Israël.
- Les palmeraies
- La culture des oignons, des patates douces, des pommes de terre, du maïs et du gazon.
- Une société de high tech
- La fabrique de céramiques
- Des écuries.

## Galerie

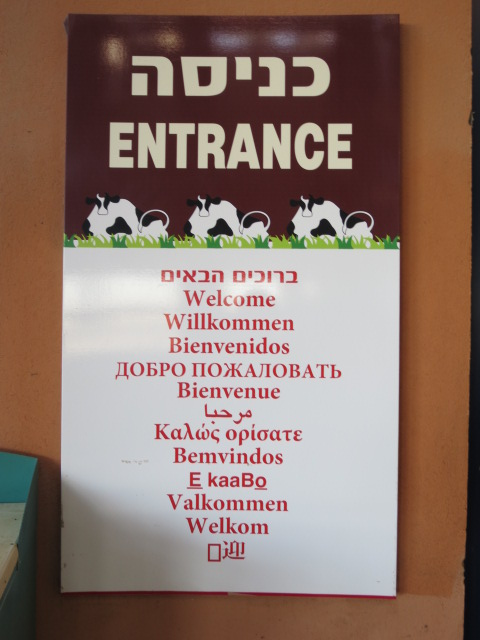
Entrée
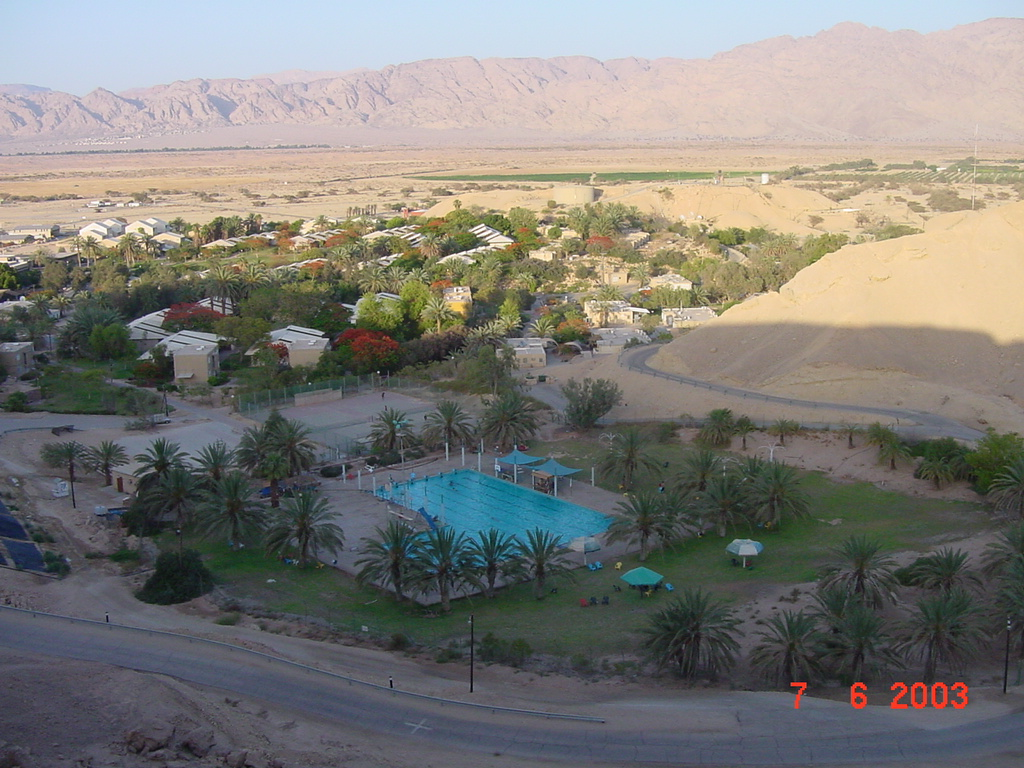
Vue du kibboutz
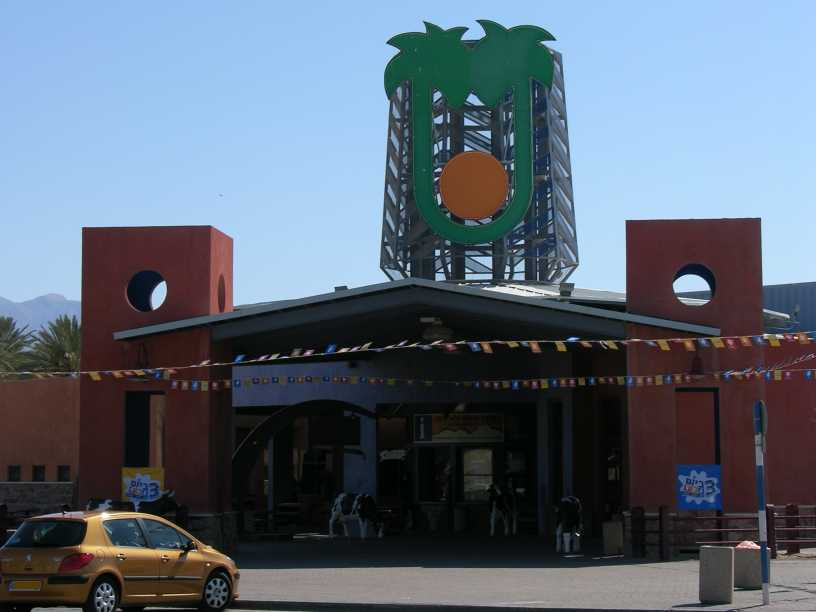
Restaurant
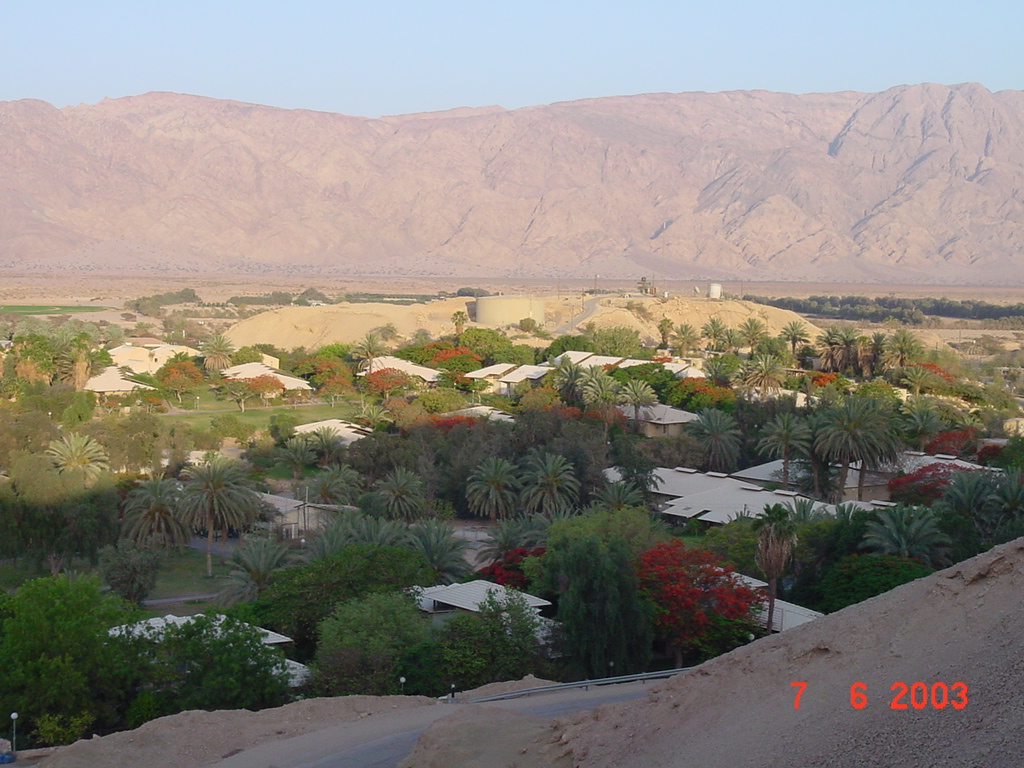
Yotvata et les montagnes d'Edom
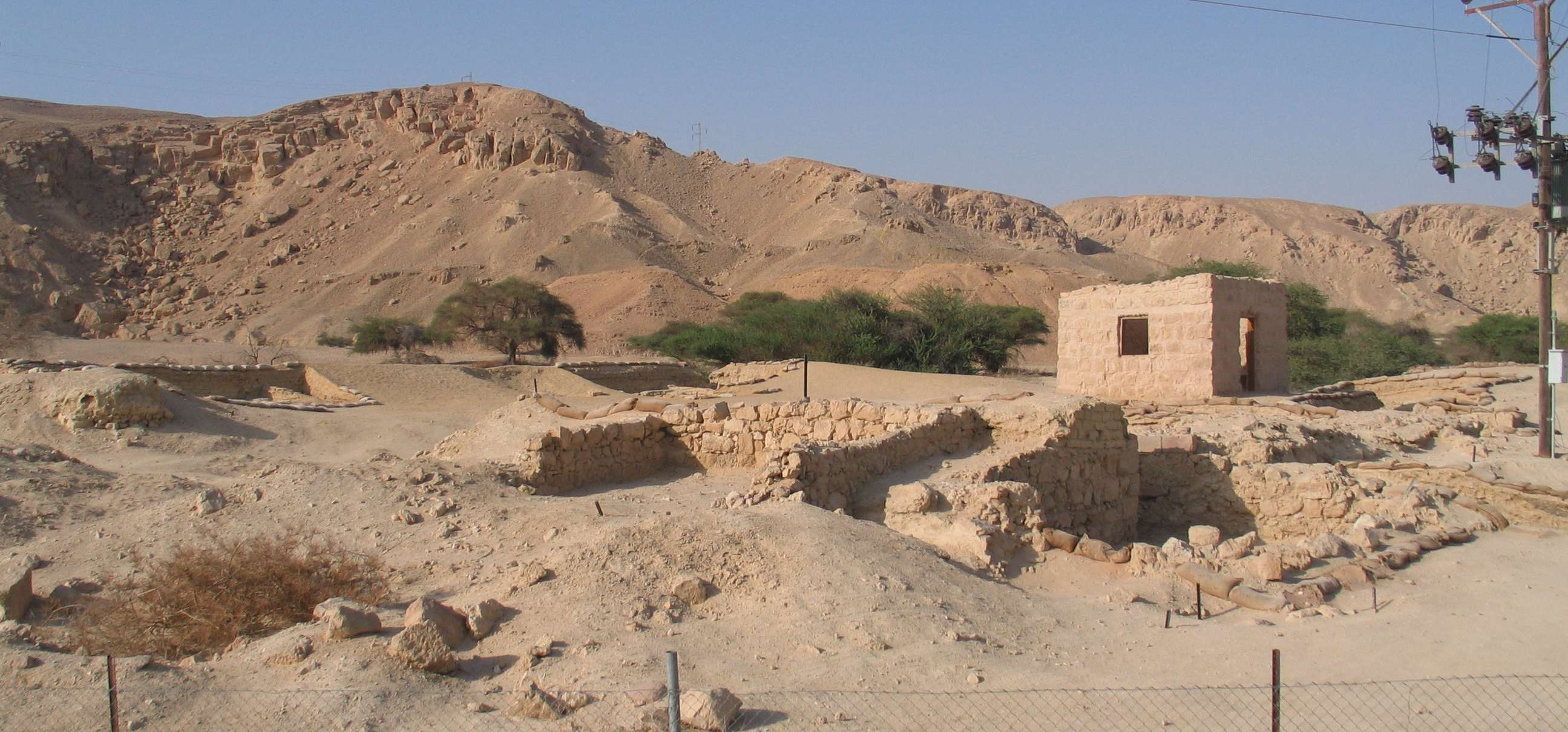
Fort de Yotvata